# Adligenswil

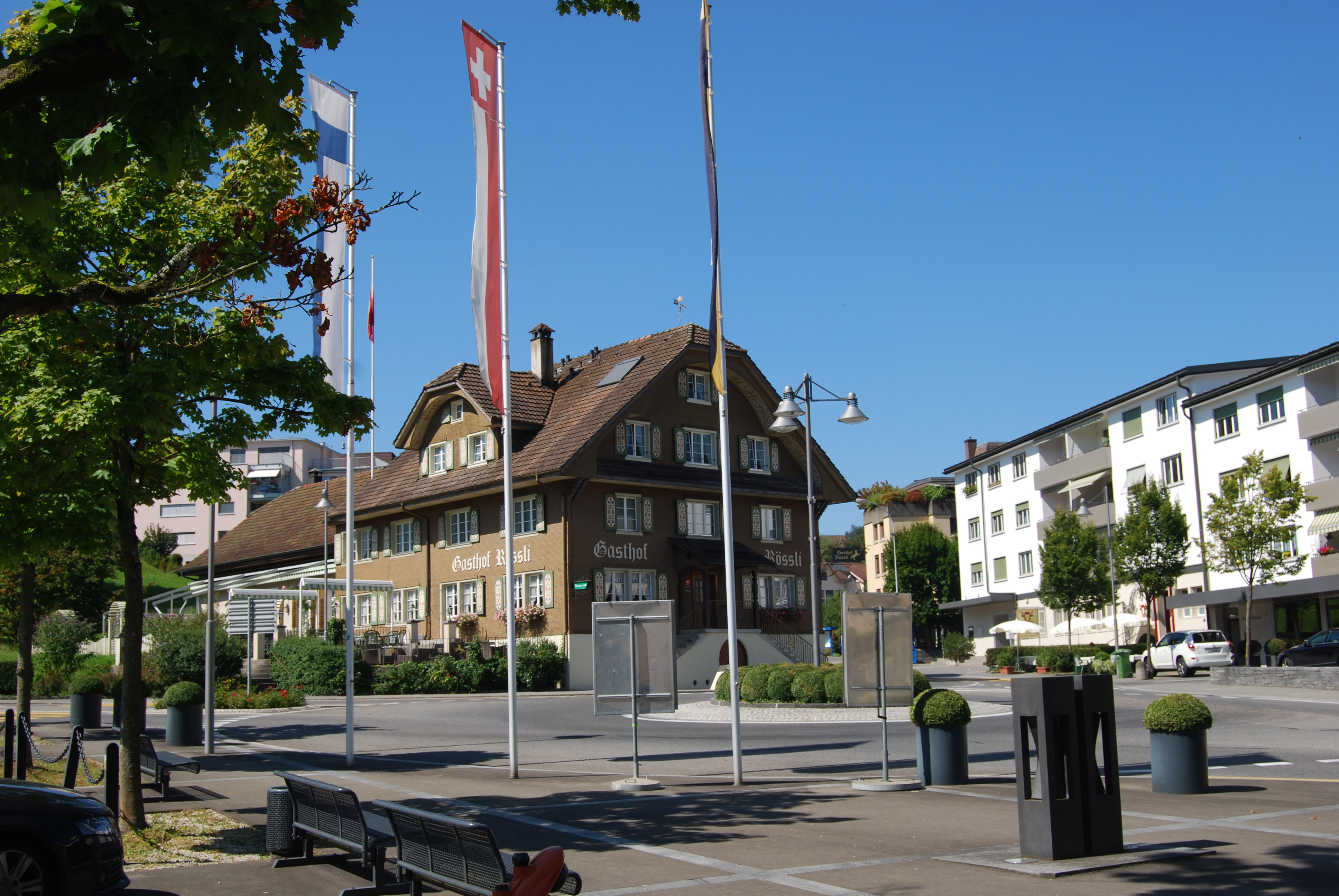
Adligenswil

Adligenswil là một đô thị ở huyện Luncere-Land trong bang Lucerne ở Thụy Sĩ.